# Somma Vesuviana
Somma Vesuviana község (comune) Olaszország Campania régiójában, Nápoly megyében.

## Fekvése
A Vezúv északi lejtőjén fekszik. Határai: Brusciano, Castello di Cisterna, Marigliano, Nola, Ottaviano, Pomigliano d’Arco, Sant’Anastasia, Saviano és Scisciano.

## Története
A település területét már a rómaiak idejében lakták elsősorban oszkok és szamniszok (Campania ősi népei). A római gazdag patriciusok számos pompás villát építettek a környéken. Valószínűleg az egyik ilyen villában élte le utolsó napjait Augustus császár is. A római várost a Vezúv 79-es kitörése teljesen elpusztította, de mivel rendkívül termékeny vidéken feküdt, hamarosan újjáépítették.
A 9-10. században a Nápolyi Hercegség és a longobárd Beneventói Hercegség közötti területi viták egyik célpontja volt. Miután véglegesen a nápolyiak birtokába került, elkészült a település első erődítménye, a Castello, amely egy jól védhető bazaltfennsíkra épült. Ekkor Castrum Summae vagy Arx Sommae név alatt volt ismert. 1028-ban, a longobárdok elűzése után a település a Capuai Hercegséghez került. Erődítményének stratégiai jelentőségét gyorsan felismerték és az összes nápolyi uralkodóház különleges figyelmet szentelt fenntartására. Régi központját, amelyet ma Casamale néven emlegetnek, 1467-ben alapította I. Aragóniai Ferdinánd király. 1631-ben nagy részét elpusztította a Vezúv kitörése. Életébe negatív változásokat hozott az Első Nápolyi Köztársaság támogatása, amelynek leverése után hosszú évekig kellett elviselnie a királypártiak megtorló intézkedéseit. 1794-ben, majd 1906-ban a Vezúv ismét elpusztította épületeinek nagy részét. A települést 1925-ben nyilvánították önálló községgé.

## Népessége
A népesség számának alakulása:

## Főbb látnivalói
- Castello D’Alagno – az egykori Castello helyére épült 1458-ban Lucrezia d’Alagno, I. Aragóniai Alfonz egyik szeretője számára.
- Casamale – a település egykori központja, amelyet másfél kilométer hosszan falak vesznek körbe. Látnivalóinak nagy része itt található.
- Santa Maria Maggiore-templom – a 12-13. században épült, majd a 18. század során barokk stílusban újjáépítették.
- Palazzo dei Mormile di Campochiaro – a 17. században épült, ma a polgármester székhelye
- San Giorgio Martire-templom – a 11. században épült, majd többször is újjáépítették, miután a Vezúv kitörései megrongálták
- Palazzo Giusso – középkori palota, melyet a 19. században újjáépítettek.
- Villa Augustea romjai – a római villa maradványaira 1930-ban bukkantak rá. Valószínűleg ebben a villában töltötte életének utolsó napjait Augustus császár.